# Landtagswahlkreis Flensburg-Land
Der Landtagswahlkreis Flensburg-Land (Wahlkreis 4) ist ein Landtagswahlkreis in Schleswig-Holstein. Er umfasst vom Kreis Schleswig-Flensburg die Stadt Glücksburg (Ostsee), die amtsfreien Gemeinden Handewitt und Harrislee sowie die Ämter Eggebek, Hürup, Langballig, Schafflund, Oeversee und Mittelangeln, was in etwa dem alten Kreis Flensburg entspricht. Der Wahlkreis gilt als CDU-Hochburg. Lediglich bei den Landtagswahlen 1988, 1992 und 2000 konnte mit Gabriele Kötschau eine Sozialdemokratin den Wahlkreis gewinnen. Bei der Landtagswahl 2022 erreichte zudem der SSW hier sein zweitbestes Ergebnis nach dem Wahlkreis Flensburg. Die SPD verzeichnete hier hingegen 2022 mit lediglich 12,7 % der Zweitstimmen ihr schlechtestes Wahlkreisergebnis.

## Veränderungen

### Zur Landtagswahl 2012
Bei der Landtagswahl 2012 gehörte das Amt Oeversee nicht mehr zu diesem Wahlkreis, sondern zum Landtagswahlkreis Schleswig-Nord und seine Nummerierung änderte sich von 5 zu 4.

### Zur Landtagswahl 2017
Zur Landtagswahl 2017 kam das Amt Oerversee an den Wahlkreis zurück. Auch das Amt Mittelangeln wurde aus dem aufgelösten Landtagswahlkreis Schleswig-Nord dem Wahlkreis Flensburg-Land zugeordnet.

## Landtagswahl 2022
| Gegenstand der Nachweisung | Gegenstand der Nachweisung | Erst- stimmen | Erst- stimmen | Zweit- stimmen | Zweit- stimmen |
| Bewerber                   | Partei                     | Anzahl        | %             | Anzahl         | %              |
| -------------------------- | -------------------------- | ------------- | ------------- | -------------- | -------------- |
| Wahlberechtigte            | Wahlberechtigte            | 72.152        | 72.152        | 72.152         | 72.152         |
| Wähler                     | Wähler                     | 47.566        | 47.566        | 47.566         | 47.566         |
| Ungültige Stimmen          | Ungültige Stimmen          | 522           | 1,1           | 310            | 0,7            |
| Gültige Stimmen            | Gültige Stimmen            | 47.044        | 98,9          | 47.256         | 99,3           |
| davon                      |                            |               |               |                |                |
| Thomas Jepsen              | CDU                        | 18.243        | 38,8          | 20.026         | 42,4           |
| Heiko Frost                | SPD                        | 7.352         | 15,6          | 6.009          | 12,7           |
| Sebastian Bonau            | GRÜNE                      | 8.386         | 17,8          | 7.592          | 16,1           |
| Nori Storm                 | FDP                        | 2.365         | 5,0           | 2.495          | 5,3            |
| Sven Haake                 | AfD                        | 1.487         | 3,2           | 1.620          | 3,4            |
| Felix Jungbluth            | DIE LINKE                  | 830           | 1,8           | 529            | 1,1            |
| Sarina Quäck               | SSW                        | 6.720         | 14,3          | 6.892          | 14,6           |
| –                          | PIRATEN                    |               |               | 128            | 0,3            |
| Rüdiger Andersen           | FREIE WÄHLER               | 604           | 1,3           | 288            | 0,6            |
| –                          | Die PARTEI                 |               |               | 263            | 0,6            |
| –                          | Z.                         | 51            | 0,1           |                |                |
| Björn Kroll                | dieBasis                   | 881           | 1,9           | 783            | 1,7            |
| –                          | Die Humanisten             |               |               | 42             | 0,1            |
| −                          | Gesundheitsforschung       | 27            | 0,1           |                |                |
| –                          | Tierschutzpartei           | 355           | 0,8           |                |                |
| Frank Collatz              | Volt                       | 176           | 0,4           | 156            | 0,3            |

Als Wahlkreisabgeordneter wurde erstmals der frühere Bundestagsabgeordnete Thomas Jepsen (CDU) gewählt.

## Landtagswahl 2017
Wahlberechtigt waren 70.064 Einwohner.
Wahlbeteiligung: 69,9 % (+4,4 Pp.)
| Direktkandidat    | Partei     | Erststimmen in % | Zweitstimmen in % |
| ----------------- | ---------- | ---------------- | ----------------- |
| Petra Nicolaisen  | CDU        | 39,7             | 32,7              |
| André Hense       | SPD        | 27,4             | 23,3              |
| Udo Hansen        | GRÜNE      | 8,6              | 12,7              |
| Wilhelm Krumbügel | FDP        | 5,1              | 9,4               |
| Peter Matthiesen  | PIRATEN    | 1,2              | 1,1               |
| Flemming Meyer    | SSW        | 10,9             | 11,9              |
| Andreas Zech      | LINKE      | 2,8              | 3,0               |
| -                 | FAMILIE    | -                | 0,5               |
| Wolfgang Warwel   | FW-SH      | 0,8              | 0,5               |
| Frank Hansen      | AfD        | 3,5              | 4,1               |
| -                 | LKR        | -                | 0,1               |
| -                 | Die Partei | -                | 0,4               |
| -                 | Z.SH       | -                | 0,3               |

Neben der wiedergewählten Wahlkreisabgeordneten Petra Nicolaisen (CDU), die ihr Mandat aber bereits am 17. Oktober 2017 wegen ihrer Wahl in den Deutschen Bundestag niederlegte, wurde der SSW-Vorsitzende Flemming Meyer über die Landesliste seiner Partei in den Landtag gewählt. Meyer legte sein Mandat zum 1. August 2020 nieder.

## Landtagswahl 2012
Wahlberechtigt waren 50.928 Einwohner.
Wahlbeteiligung: 65,5 % (−11,8 Pp.)
| Direktkandidat        | Partei  | Erststimmen in % | Zweitstimmen in % |
| --------------------- | ------- | ---------------- | ----------------- |
| Petra Nicolaisen      | CDU     | 37,1             | 31,3              |
| Jens Maßlo            | SPD     | 28,2             | 23,3              |
| Wilhelm Krumbügel     | FDP     | 3,1              | 7,0               |
| Manfred Wilner-Höffer | GRÜNE   | 8,8              | 12,3              |
| Anke Spoorendonk      | SSW     | 15,4             | 16,4              |
| Jens Meukow           | LINKE   | 1,6              | 1,5               |
| Björn Albrecht        | PIRATEN | 5,9              | 6,4               |
| -                     | NPD     | -                | 0,5               |
| -                     | FW-SH   | -                | 0,5               |
| -                     | FAMILIE | -                | 0,8               |
| -                     | MUD     | -                | 0,1               |

Neben der wiedergewählten Wahlkreisabgeordneten Petra Nicolaysen (CDU) wurde die SSW-Kandidatin Anke Spoorendonk, die dem Landtag seit 1996 angehörte, als Spitzenkandidatin ihrer Partei über die Landesliste gewählt. Sie legte ihr Mandat jedoch bereits am 12. Juni 2012 nieder, nachdem sie zur Ministerin für Justiz, Europa und Kultur ernannt worden war.

## Landtagswahl 2009
Wahlberechtigt waren 58.578 Einwohner.
| Direktkandidat     | Partei         | Erststimmen in % | Zweitstimmen in % |
| ------------------ | -------------- | ---------------- | ----------------- |
| Petra Nicolaisen   | CDU            | 35,9             | 31,6              |
| Lothar Hay         | SPD            | 23,0             | 19,9              |
| Wilhelm Krumbügel  | FDP            | 8,9              | 12,9              |
| Robert Habeck      | GRÜNE          | 9,8              | 11,0              |
| Anke Spoorendonk   | SSW            | 16,9             | 16,4              |
| Brigitte Sawirucha | LINKE          | 4,2              | 4,6               |
| -                  | PIRATEN        | -                | 1,2               |
| Arne Kaehne        | NPD            | 0,7              | 0,7               |
| Erk Gerret Quedens | FW-SH          | 0,5              | 0,5               |
| -                  | RENTNER        | -                | 0,5               |
| -                  | FAMILIE        | -                | 0,6               |
| -                  | RRP            | -                | 0,1               |
| -                  | IPD            | -                | 0,0               |
| Rolf Christoleit   | Einzelbewerber | 0,2              | -                 |

Neben der erstmals gewählten Wahlkreisabgeordneten Petra Nicolaysen (CDU) wurden Lother Hay (SPD, Landtagsabgeordneter seit 1992), Robert Habeck (GRÜNE, neu) und Anke Spoorendonk (SSW, seit 1996) über die Landeslisten ihrer Parteien gewählt.

## Landtagswahl 2005
Die Landtagswahl 2005 ergab folgendes Ergebnisse:
| Gegenstand der Nachweisung | Gegenstand der Nachweisung | Erst- stimmen | Erst- stimmen | Zweit- stimmen | Zweit- stimmen |
| Bewerber                   | Partei                     | Anzahl        | %             | Anzahl         | %              |
| -------------------------- | -------------------------- | ------------- | ------------- | -------------- | -------------- |
| Wahlberechtigte            | Wahlberechtigte            | 66.619        | 66.619        | 66.619         | 66.619         |
| Wähler                     | Wähler                     | 38.799        | 38.799        | 38.799         | 38.799         |
| Ungültige Stimmen          | Ungültige Stimmen          | 929           | 2,3           | 413            | 1,0            |
| Gültige Stimmen            | Gültige Stimmen            | 40.081        | 97,7          | 40.597         | 99,0           |
| davon                      |                            |               |               |                |                |
| Lothar Hay                 | SPD                        | 13.505        | 33,7          | 13.717         | 33,8           |
| Frauke Tengler             | CDU                        | 17.079        | 42,6          | 16.745         | 41,2           |
| ?                          | FDP                        | 2.163         | 5,4           | 2.197          | 5,4            |
| ?                          | GRÜNE                      | 1.451         | 3,6           | 1.649          | 4,1            |
| Anke Spoorendonk           | SSW                        | 5.883         | 14,7          | 5.015          | 12,4           |
| –                          | NPD                        | –             | –             | 531            | 1,3            |
| –                          | FAMILIE                    | –             | –             | 272            | 0,7            |
| –                          | Übrige                     | –             | –             | 474            | 1,2            |

Neben der direkt gewählten Wahlkreisabgeordneten Frauke Tengler (CDU), die den Wahlkreis bereits 1996 gewonnen hatte und in der vorherigen Wahlperiode über die Landesliste ihrer Partei gewählt worden war, wurden Lothar Hay (SPD, der in der vorigen Wahlperiode den Wahlkreis Flensburg-Ost vertreten hatte) und Anke Spoorendonk (SSW) über die Landeslisten ihrer Parteien in das Parlament gewählt.

## Bisherige Abgeordnete
Direkt gewählte Abgeordnete des Wahlkreises Flensburg-Land bzw. seiner Vorgängerwahlkreise waren:
| Jahr | Wahlkreis           | Direktkandidat     | Partei | Erststimmen in % |
| ---- | ------------------- | ------------------ | ------ | ---------------- |
| 2022 | Flensburg-Land      | Thomas Jepsen      | CDU    | 38,8             |
| 2017 | Flensburg-Land      | Petra Nicolaisen   | CDU    | 39,7             |
| 2012 | Flensburg-Land      | Petra Nicolaisen   | CDU    | 37,1             |
| 2009 | Flensburg-Land      | Petra Nicolaisen   | CDU    | 35,9             |
| 2005 | Flensburg-Land      | Frauke Tengler     | CDU    | 42,6             |
| 2000 | Flensburg-Land      | Gabriele Kötschau  | SPD    | 40,6             |
| 1996 | Flensburg-Land      | Frauke Tengler     | CDU    | 36,3             |
| 1992 | Flensburg-Land      | Gabriele Kötschau  | SPD    | 40,6             |
| 1988 | Flensburg-Land      | Gabriele Kötschau  | SPD    | 47,5             |
| 1987 | Flensburg-Land      | Thomas Lorenzen    | CDU    | 40,9             |
| 1983 | Flensburg-Land      | Thomas Lorenzen    | CDU    | 40,9             |
| 1979 | Flensburg-Land      | Thomas Lorenzen    | CDU    | 49,2             |
| 1975 | Flensburg-Land      | Gerd Lausen        | CDU    | 50,8             |
| 1971 | Flensburg-Land      | Gerd Lausen        | CDU    | 55,0             |
| 1967 | Flensburg-Land      | Gerd Lausen        | CDU    | 50,6             |
| 1962 | Flensburg-Land      | Peter Jensen       | CDU    | 50,7             |
| 1958 | Flensburg-Land      | Peter Jensen       | CDU    | 49,6             |
| 1954 | Flensburg-Land      | Peter Jensen       | CDU    | 49,6             |
| 1950 | Flensburg-Land-Ost  | Peter Jensen       | CDU    | 36,6             |
| 1950 | Flensburg-Land-West | Kai-Uwe von Hassel | CDU    | 34,8             |
| 1947 | Flensburg III       | Peter Jensen       | CDU    | 44,5             |